# Stritthof
Stritthof (fränkisch: Schdriad-huhf) ist ein Gemeindeteil des Marktes Lichtenau im Landkreis Ansbach (Mittelfranken, Bayern). Stritthof liegt in der Gemarkung Lichtenau.

## Geografie
Unmittelbar östlich der Einöde gibt es einen Golfplatz, unmittelbar südwestlich liegt das Stritthoffeld. Eine Gemeindeverbindungsstraße führt nach Rutzendorf (1,6 km nördlich) bzw. zu einer Gemeindeverbindungsstraße (1 km südlich), die nach Steinhof (0,2 km nordwestlich) bzw. zur Kreisstraße AN 1 bei Oberrammersdorf verläuft (0,5 km südlich).

## Geschichte
Der Ort wurde im Würzburger Lehenbuch von 1317 als „Strůthof“ erstmals urkundlich erwähnt. Bestimmungswort des Ortsnamens ist das mittelhochdeutsche Wort „strut“ (= Gebüsch, Dickicht).
Das Hochgericht und die Grundherrschaft übte das nürnbergische Pflegamt Lichtenau (Hauptmannschaft Sachsen) aus. Im Salbuch des Pflegamts Lichtenau von 1515 wurde das Anwesen als „sornt hoff“ aufgelistet. Laut der Amtsbeschreibung des Pflegamtes Lichtenau aus dem Jahr 1748 wurde das Anwesen bereits als Schäferei genutzt. Lichtenauer Bürger hatten daran zehn Anteile, ein Weißenburger Bürger und ein Bauer aus Rutzendorf jeweils einen Anteil.
Im Rahmen des Gemeindeedikts wurde Stritthof dem 1808 gebildeten Steuerdistrikt Lichtenau und der 1810 gegründeten Ruralgemeinde Lichtenau zugeordnet. 1818 stellte Boxbrunn einen Antrag mit Weickershof und Stritthof eine eigene Gemeinde zu bilden, was jedoch abgelehnt wurde.

### Einwohnerentwicklung
| Jahr      | 001818 | 001840 | 001861 | 001871 | 001885 | 001900 | 001925 | 001950 | 001961 | 001970 | 001987 |
| Einwohner | 7      | 5      | 6      | 6      | 5      | 4      | 8      | 11     | 8      | 8      | 5      |
| Häuser    | 1      | 1      |        |        | 1      | 1      | 2      | 2      | 2      |        | 2      |
| Quelle    | [ 13 ] | [ 14 ] | [ 15 ] | [ 16 ] | [ 17 ] | [ 18 ] | [ 19 ] | [ 20 ] | [ 21 ] | [ 22 ] | [ 1 ]  |

## Religion
Der Ort ist seit der Reformation evangelisch-lutherisch geprägt und war ursprünglich nach St. Alban (Sachsen bei Ansbach) gepfarrt, seit dem 2. Juli 1809 ist die Pfarrei Dreieinigkeitskirche (Lichtenau) zuständig. Die Einwohner römisch-katholischer Konfession sind nach St. Johannes (Lichtenau) gepfarrt.